# 이원철 (천문학자)
이원철(李源喆, 1896년 8월 19일(음력 7월 11일)~1963년 3월 14일)은 일제강점기와 대한민국의 천문학자, 기상학자, 교육자, 관리 겸 대학 교수이다. 국내 최초의 이학박사이다. 본관은 우계, 자는 우경(禹卿), 호는 우남(羽南)이다.

## 생애

### 생애 초반
우남 이원철은 1896년 경기도 양주군(후에 남양주로 분군된 지역) 진접면에서 태어났다. 일설에는 경성부 중구 다동(茶洞) 출생설도 있다. 이원철은 이억의 아들 이원길(李原吉)의 18대손으로, 첨지중추부사를 지낸 이규현(李奎顯)의 손자이자 사헌부감찰을 지낸 이중억(李重億)의 4남 3녀 중 넷째 아들로 태어났다. 아버지 이중억은 무과에 급제하여 사헌부 감찰을 역임했으나 그가 6세 되던 해에 사망한다. 위로 이복 형 이원모(李源謨), 이원창, 친형 이원상이 있었다. 친형 이원상(李源祥)은 1929년 당시 주조선 미국 영사관 통역관을 지냈다고 한다.
이복 형 이원창(李源昌)과 형 이원상은 1910년대 초 YMCA 기독교청년회의 영어학당의 영어교사로 있었다. 운석 장면에 의하면 당시 영어학당 영어 교사로 이원창, 이원상과 윤태헌 등이 있었다고 하였다.
그는 몰락한 양반 가문 출신으로 일찍이 아버지를 여의고, 1908년 9월부터 1911년 2월까지 보성중학교를 3년간 수학하다가 1911년 2월 오성학교로 옮겼으며 1912년 3월 오성학교를 졸업하였다. 1912년 4월 선린상업학교에 진학, 1914년 11월까지 수학하였다. 현재 고려대학교의 전신인 보성고등보통학교(1910-1915년)와 선린상업고등학교를 나와, 1915년 4월 현재 연세대학교의 전신인 연희전문학교 수물과(數物科) 1회 입학생이 되었다. 1919년 연전 수물과를 졸업하고 1922년 1월까지 연희전문의 전임강사로 강단에서 교육 활동을 하였다.
1921년 5월 30일부터는 최시준(崔時俊), 장도빈(張道斌), 허헌(許憲) 등이 주도하여 세운 오성강습소(五星講習所)의 교원으로 출강, 수학(數學) 이화(理化)학 과목을 맡았다. 서북학회 재단 주도로 세운 오성학교의 후신이었다.
연희전문학교 교사 재직 중 1922년 1월 7일 남대문을 출발, 수리학 연구를 목적으로 미국으로 유학, 미국 미시간 대학(University of Michigan)에 입학했다. 1926년 미시간 대학에서 천문학 박사 학위를 수령했다.

### 유학 생활

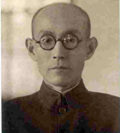
연희전문학교 교사 시절

그 뒤 미국에 유학, 1922년 1월 미국 미시간주에 있는 앨비언 칼리지(Albion college)에 학부 4학년생으로 편입하였다. 이원철은 5개월 만에 학사학위를 받고, 1922년 6월에 미시간 주립 대학교 천문학과에 입학하였다. 그 학과에는 1910년대와 1930년대에 두 차례에 걸쳐 한국에 와서 연희전문에서 천문학을 강의했던 칼 루퍼스(Carl W. Rufus) 박사가 있었고, 이원철은 그의 지도를 받는 학생이 되었다. 천문학 외에도 그는 수학을 전공하였다.
1923년 9월 23일 종로중앙교회에서 서부지역 수해 구제 모금을 할때 수재의연금 1원을 기탁했다.
그는 1923년에 미시간 주립대학에서 석사학위를 받고, 다시 3년 뒤인 1926년 6월에 세페이드 변광성인 독수리자리 에타를 연구하여 이별이 변광성임을 입증하고 한국인으로는 처음으로 이학박사 학위를 취득했다. 일제강 점기 치하에서 고생하던 조선인에게 큰 자긍심을 안겨주는 등 후일의 대한민국 항성연구 발달에 크게 기여했다. 이 논문은 독수리자리 에타별이 시간에 따라 팽창과 수축을 되풀이하며 밝기가 변하는 ‘맥동변광성’임을 정교한 분광학적 관측과 계산으로 밝혔다는 평가를 받았다. 이 논문은‘Publications of the Observatory of the University of Michigan’에 게재되었다. 독수리자리 에타별은 이후 ‘원철성(星)’이라는 별칭으로 삼천리 등 언론에 의해 대서특필되었다.

### 교육 활동
박사 학위를 받자마자 귀국, 1926년 8월 31일 다시 서울로 돌아왔으며, 모교 연희전문학교 수물과 강사(講師)가 되고 곧 교수로 승진, 1938년까지 12년간 연희전문 수학물리과 교수 및 수학물리과 학과장으로 근무하면서 여러 제자들을 길러냈다. 1928년에는 대학 구내에 한국 최초로 현대식 굴절망원경을 설치해 교육과 연구에 활용하도록 했고 이로 인해 연희전문 개교 당시부터 지속되어오던 천문학 강의가 더욱 내실 깊어질 수 있었다. 
연희전문 수물과 교수로 활동하면서 경성 기독교청년회(YMCA)에서 일반인을 상대로 개설한 교양강좌에도 참여, 그 중 과학 강좌의 강사로 참여했다. 그는 YMCA 이사로도 활동했다.
1935년 그의 지도교수였던 루퍼스(W. E. Rufus) 교수가 조선을 방문, 루퍼스의 조선의 역대 천문학 관련 보고서 한국천문학사(Astronomy in Korea)의 저술에 도움을 주었다.
대표적인 반일인사이기도 했던 이원철 박사는 백낙준, 최현배 교수와 함께 수양동우회 사건, 흥업구락부 사건, 조선어학회 사건에 연루되어 교수직을 두 번이나 박탈당했다. 1940년에는 창씨개명령이 내려졌으나 역시 거절하였다. 1928년 연희전문 졸업앨범에는 이원철은 연희전문학교에 소장하던 한 망원경 앞에서 학생들에게 강의하는 사진이 실려있다. 하지만 그가 애지중지하던 이 망원경은 1942년 총독부가 전시물자로 징발 해가고 말았다.
1938년 5월 연희전문학교 학감이 되었으나 1938년 9월 사퇴했다.
해방 직후엔 현대적인 기상대 체계를 갖추는 일에 매진했다. 군정 치하에서 일제의 기상대를 인수해 관상대장으로 부임, 이를 국립중앙관상대로 발전시켜 대한민국 기상과 천문업무의 기틀을 마련했다. 1948년부터 1961년까지 초대중앙관상대장으로 근무하며 열악했던 우리나라의 기상 및 천문학 분야를 개선하는 한편 한국 최초의 과학기관인 국립중앙관상대에서 국가의 시간 기준이 되는 역서를 발간하는 등의 업적을 쌓았다.

1942년 연희전문학교 수물과 교직원에서 해고당하였다. 1943년 소화산업합자회사에 입사, 공동 유한사원의 한 사람이 되었다. 서울 영창중학교(英彰中學校)의 강사(講師)로 출강했다.

### 광복 이후

#### 광복 직후 활동

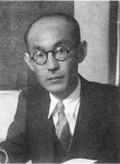
미군정 문교부 기상국장 시절

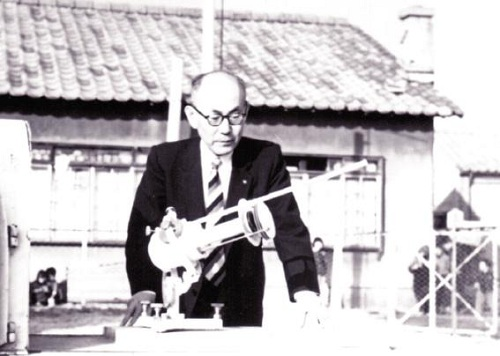
초대 중앙관상대장 시절

1945년 8월 15일 광복이 되고나서, 연희전문학교 후생과장이 되었다. 8월 17일 조선학술원의 설립에 참여하고 학술원 상임위원의 한 사람으로 피선됐다. 1945년 9월 2일에 미 군정 주둔 후, 미군정청 문교부 학무국 기상과장에 미군 대위 루카스 그라햄(Lucas Graham)이 임명되고 그가 군정청 학무국 기상과 기상계장(氣象係長) 겸 중앙기상대장직을 맡게 되었다. 9월 22일 경성측후소 업무를 인수인계받고 10월 1일 인천 소재 중앙기상대를 접수하였다. 10월 2일 미군정에 관상대 복구 결정을 건의하여 승인받고 조선총독부 기상대를 관상대로 이름을 바꾸었다.
10월 15일 관상대의 부족한 인력을 확충하기 위해 관상대 실습학교를 개설하여 중학교 이상 졸업자 35명을 선발하여 천문학과 기상예보 과정을 이수시키고 46년 봄 1기생을 배출했다. 11월 16일 미군정청 문교부 학무국 기상과장이 되었으며, 중앙관상대장직을 겸직했다. 1945년 11월 연희전문학교 이학부에 기상과를 신설되자, 연희전문 이학부장과 기상과장도 겸임했다.
미군정청 학무국 기상과가 기구개편으로 1946년 4월 7일부터 문교부 기상국으로 승격되면서 군정청 문교부 기상국장이 되었다. 미군정청 기상국장이 되면서 다시 중앙관상대장직을 겸하였다. 
1947년 3월 관상대 직원 등을 중심으로 한국기상학회의 설립, 조직에 참여하고 초대 회장에 선출되었다. 1958년 당시의 기록에 따르면 한국기상학회는 서울시 서대문구 송월동 1번지의 중앙관상대 내에 자리 잡고 있었으며, 회장은 이원철, 부회장은 서상문, 김진면이 맡고 있었다. 회원수는 170명에 달했다.
1947년 9월 12일 재단법인 광동학원설립기성회의 초대 재단 이사의 한 사람으로 선임되었다.

#### 정부 수립 이후 활동
1948년 8월 대한민국 정부수립 후 문교부 산하 제1대 중앙관상대장에 임명되었다. 이때부터 1961년 5월까지 중앙관상대장직을 맡으면서 그는 기상기술원양성소를 설립하여 기상요원을 훈련해 내고 현대적인 기상관측 장비를 들여오는 등 대한민국 기상업무를 본궤도에 올려 놓는데 많은 공헌을 했다.
1950년 한국 전쟁이 터지자 피난가지 못하고 서울에 남아 있었다. 이때 그는 자결을 시도하였으나 실패했다. 전쟁 중에는 정상적인 기상관측업무가 정상적으로 수행될 수 있도록 노력했고, 전쟁 후에는 복구와 민간항공기 기상 지원을 위해 김포국제공항측후소를 신설해 민간항공기 안전운항에 기여했다.
1952년부터 연희대학의 재단 이사에 선임되어 활동했고, 연희대학과 세브란스 의과대학의 대학 통합에 대학통합 합동위원으로 참여했다. 1953년 서울에서 휴전을 맞이하였다.

### 생애 후반
1953년 휴전 이후 다시 천문학 연구와 교육, 저술, 강연 활동에 전념하였으며, 연희전문학교의 교수로도 출강하였다. 이때 아폴로 박사로 유명한 조경철을 가르치기도 했다. 1954년 3월 인하대학교 공과대학 제1대 학장에 취임, 1956년 12월까지 재직했다.
1955년부터 1957년까지는 서울 YMCA 청년회 이사장을 역임했으며, 1956년에는 대한민국이 68번째로 세계기상기구(WMO)의 정회원국으로 가입시켰다. 1960년 대한민국 학술원 회원에 피선되었다. 1961년 5월 4일 연세대학교 재단이사장에 선출되었다.
1961년 서귀포 출장소 기상관측센터의 신설 등 대한민국 기상관측업무 및 항공기 운항업무에 공헌하였다.
1961년 5월 31일 중앙기상대장직을 의원면직하였다. 의원면직 사유는 알 수 없다.
그는 한국 최초 공과대학인 인하공과대학 설립과정에 참여했고, 초대학장으로 선임되어 현재의 인하대학교를 건립하는데 있어 기초를 닦았다. 한국 천문학을 발전시킨 장본인으로 당시 열악했던 국내 교육 여건 속에서도 대학 교육과 YMCA 재단 이사와 이사장을 역임하고 대중 과학강연을 펼쳤다. 1962년 3월 17일 연세대 재단이사장 직에서 물러났다.
이원철은 1963년 3월 14일 오전 11시, 서울시 용산구 갈월동 7-77 자택에서 고혈압에 의한 심장마비 등의 후유증으로 갑자기 사망하였다. 당시 그는 4월 1일에 이탈리아 로마에서 열리는 국제기상회의에 대한민국 대표의 한 사람으로 참석 예정이었다. 영결식 갈월동 자택에서 제자 등 1백여 인이 참석하여 간략히 거행되었다. 슬하에 자녀는 없었고, 묘소는 경기도 남양주군 진접읍 금곡리(金谷里)에 안장되었다. 당시 그의 나이 향년 67세였다.

### 사후
경기도 남양주군 진접면 금곡리 산 147-1번지 오좌(남양주시 진접읍 금곡리), 간촌(間村) 부락 뒷산에 안장되었다. 부인 경주김씨 김화순 역시 임술(1982)년 8월 29일에 서거하면서 그의 묘소에 합장되었다. 근처 우측 상단에는 계모 경주김씨의 묘소가 있다.
국립과학관 명예의 전당 이학(理學) 분야에 그의 흉상 동판이 헌정되었다.

## 학력
- 1919 연희전문학교 수학물리과 학사 (1회 졸업생)
- 1922 美 앨비온(Albion) 대학 학사
- 1923~1926 美 미시간대학교 천문학 전공 (이학 석·박사)

보성고등보통학교와 선린상업고등학교를 거쳐 1919년 연희전문학교 수물과(數物科)를 졸업하고 미국에 유학, 알비언 칼리지에서 학사학위, 미시간대학(University of Michigan)에서 수학과 천문학을 전공하여 이학박사 학위를 받았다.

## 경력
- 1926 연희전문학교 강사(수학물리과)
- 1926~1938 연희전문학교 교수(수학물리과)
- 연희전문학교 수학물리과 학과장
- 1945. 11 ~ 1946. 4 군정청(軍政廳) 학무국 기상과장(氣象科長) 겸 중앙관상대 대장
- 1946. 4 ~ 1948 미 군정청 문교부 기상국장 겸 중앙관상대 대장
- 1947 ~ 한국기상학회 초대회장
- 1948. 8~1961. 5 문교부 산하 국립중앙관상대 초대대장
- 1954. 3- 1956. 12 인하공과대학(仁荷工科大學) 초대학장
- 1948 ~ 1961 국립중앙관상대 초대대장
- 1952 연희대학 재단 이사
- 1960 ~ 1963 대한민국학술원 회원
- 1961. 5 ~ 1962. 3 연세대학교 재단이사장

광복 후 미군정청 문교부 기상국장 겸 중앙관상대장과 연희전문학교 교수와 한국천문학회장을 역임했고, 정부수립 후 초대 국립중앙관상대장(현재의 기상청장)에 임명됐으며, 인하공과대학 학장, 연세대학교 재단 이사장 등을 역임했다. 한국 천문학계 발전에 기여하였으며, 독수리자리 에타 별이 세페이드 변광성임을 밝혔다

## 사회 기여
슬하에 자녀가 없었으나 자신의 재산과 토지를 친족에게 상속하지 않고, 1976년 부인 김화순이 서울 갈월동 자택과 경기도 남양주군 진접면 금곡리 임야를 남양주 YMCA에 모두 기부하였다.

## 상훈
- 문화훈장

## 가계
그에게는 족보에 실리지 않은 동생이 1명 더 있었다. 이 동생 이원장(李源藏)은 1944년 1월 11일 경성부 동대문구 돈암동 471-74번지에서 사망했으며, 유족으로는 딸 1명과 친형으로 그의 이름이 실려 있다.
- 조부 이규현(李奎顯, 첨지중추부사 역임)
- 부 이중억(李重億, 1856년 8월 2일~1901년, 자는 성중(聖中))
- 모 김해김씨(金海金氏, 1854년 2월 8일~1881년 2월 28일), 이중억의 본처
  - 형 이원모(李源謨, 1875년 10월 6일~?)
  - 형 이원창(李源昌, 1877년 9월 21일~?)
- 모 경주김씨(慶州金氏, 1866년 4월 19일~1929년 12월 28일, 김윤묵(金允默)의 딸)
  - 형 이원상(李源祥, 외교관, 1884년 6월 29일~1941년 1월 26일)
  - 매부 윤희건(尹希謇), 칠원윤씨
  - 매부 김우진(金祐鎭), 김해김씨
  - 매부 현창운(玄彰運), 천령현씨
  - 동생 이원장(李源藏, ?~1944년 1월 11일[18])
    - 조카 이경자(李慶子[18])
- 처 김화순(金和順, 본관은 경주, 1900년 11월 9일~1982년 8월 29일)
- 외조부 김윤묵(金允默), 본관은 경주

## 같이 보기
- 99503 이원철

## 참고 문헌
- 대한민국 과학기술유공자 홈페이지
- 이원철(李源喆) 천문기상학을 개척한 한국 최초의 이학박사
- 연세소식 제411호[깨진 링크(과거 내용 찾기)]
- 한국천문연구원
- [역사 속 연세] 우남 이원철 박사, 되찾은 하늘에서 별을 노래하다 연세대학교 연세소식 제634호
- 남양주군,《역사의 향기》 (남양주군, 1987.12) 116페이지